# الكلية الأمريكية للطب التقويمي العظمي والطب المهني والوقائي
الكلية الأمريكية للطب التقويمي العظمي والطب المهني والوقائي ( AOCOPM ) هي الكلية الوطنية المتخصصة في الطب التقويمي العظمي لأطباء الطب الوقائي ، تأسست في عام 1979. تتكون AOCOPM من ثلاثة أقسام للطب موجهة لشرائح معينة من المجتمع : طب الفضاء الجوي والتطبيب بالضغط العالي ، الطب المهني والطب البيئي ، والصحة العامة والطب الوقائي العام. AOCOPM هي جمعية تابعة للجمعية الأمريكية لتقويم العظام (AOA) ،  يقع AOCOPM حاليًا في هاروغيت ، تينيسي ، جامعة لينكولن ميموريال كلية ديبوسك الطب التقويمي (LMU-DCOM).
يركز طب الفضاء الجوي على الرعاية السريرية وعمل البحوث والدعم العملياتي لصحة وسلامة وأداء أفراد الطاقم والركاب في المركبات الجوية والفضائية ، إلى جانب موظفي الدعم الذين يساعدون في تشغيل هذه المركبات. غالبًا ما يعمل هؤلاء الأشخاص ويعيشون في بيئات نائية أو منعزلة أو قاسية أو مغلقة في ظل ظروف الإجهاد البدني والنفسي. يسعى الممارسون للحصول على أفضل تطابق بين الإنسان والآلة في البيئات المهنية المحفوفة بالمخاطر البيئية والتدابيرالهندسية المضادة .
يركز الطب المهني والبيئي على صحة العمال ، بما في ذلك القدرة على أداء العمل ؛ البيئات الفيزيائية والكيميائية والبيولوجية والاجتماعية في مكان العمل ؛ والنتائج الصحية للعوارض البيئية. يهتم الممارسون في هذا المجال تعزيز الصحة في مكان العمل ، والوقاية من الإصابات المهنية والبيئية ، والمرض ، والإعاقة ومعالجتها.
تركز الصحة العامة والطب الوقائي العام على تعزيز الصحة والوقاية من الأمراض وإدارة صحة مجتمعات و سكان المحددين. يجمع هؤلاء الممارسون بين مهارات الصحة العامة القائمة على السكان والمعرفة بالممارسة السريرية الأولية والثانوية والثالثية الموجهة نحو الوقاية في مجموعة متنوعة من البيئات.